# Johan II van Twickelo
Johan II van Twickelo (ovl. 1500) was een Twentse edelman die tussen 1494 en 1500 drost van Twente was. Hij was heer van Twickel bij Delden. Door zijn huwelijk met Adriana van den Rutenberg kwamen haar voorouderlijke goederen in bezit van de Van Twickelo's.

## Familie
Johan II van Twickelo was de oudste zoon van Johan I van Twickelo (-1449) en Jacopje van Keppel. Zijn zuster Maria van Twickelo (-1536) was gehuwd met Otto van den Rutenberg tot de Grimberg (-1524).
In of voor 1470 trouwde Johan II met Adriana van den Rutenberg (-1513) uit Dalfsen, dochter van Frederik van den Rutenberg en Agnes van Weerdenburg van Broeckhuijsen. Na het kinderloos overlijden van haar broers, kwamen de familiegoederen waaronder de havezate Rutenberg en de Hof te Hengelo in bezit van de Van Twickelo's.
Uit het huwelijk van Johan II en Adriana zijn 6 zonen en een dochter bekend:
- Johan III van Twickelo, (-1539), erfde het drostambt Twente en Huis Twickel
- Heer Frederik van Twickelo, (-1545), drost van Diepenheim, kastelein van Coevorden, erfde de Rutenberg en de Hof Hengelo
- Adolf van Twickelo, domheer te Osnabrück
- Herman van Twickelo tot Borgbeuningen
- Adriaan van Twickelo, erfde Huis Eerde
- Hako van Twickelo, domheer te Munster en later te Paderborn
- Margaretha van Twickelo (-1549), stiftsjuffer te Borghorst

## Vicariestichtingen
In 1491 stichtten Johan II en zijn vrouw Adriana twee vicariën in de kerk van Delden, de vicarie van Sint-Johannes de Evangelist en de vicarie van de Heilige Maagd Maria.